# Occidente 4ta. Sección
Occidente 4ta. Sección är en ort i Mexiko.   Den ligger i kommunen Comalcalco och delstaten Tabasco, i den sydöstra delen av landet, 600 km öster om huvudstaden Mexico City. Occidente 4ta. Sección ligger 10 meter över havet och antalet invånare är 1 178.
Terrängen runt Occidente 4ta. Sección är mycket platt. Runt Occidente 4ta. Sección är det ganska tätbefolkat, med 179 invånare per kvadratkilometer. Närmaste större samhälle är Comalcalco, 4,6 km söder om Occidente 4ta. Sección. Omgivningarna runt Occidente 4ta. Sección är en mosaik av jordbruksmark och naturlig växtlighet.